# Miquel Fullana i Rabassa
Miquel Fullana i Rabassa (Campos,segle XVII-Llucmajor, 1745), jurista i destacat austriacista mallorquí en la Guerra de Successió.
Era fill del notari Bartomeu Fullana i germà del jesuïta Antoni Fullana. El 1692 es va integrar com col·legiat de la Universitat Literària i el 1700 passà a ocupar la càtedra de Prima de cànons. El 1700 va ser advocat anual de la universitat i regne. El 1703 fou nomenat oïdor de l'Audiència. El 1705 fou designat conseller del rei Carles III. El 1711 intervingué en la detenció i empresonament de Joan Sureda i Villalonga, cap dels conspiradors botiflers. El 1713 passà a ocupar el càrrec d'advocat fiscal interí. Després de la derrota austriacista, el 1725 es va ordenar sacerdot i va ser rector de Puigpunyent i més tard de Llucmajor, on morí.
Va escriure diverses obres jurídiques, entre elles destaca un tractat de dret civil i diversos estudis de dret canònic que no s'han conservat.